# Ніколає Мілінчану
Ніколає Мілінчану (рум. Nicolae Milinceanu, нар. 1 серпня 1992, Кишинів) — молдовський футболіст, нападник клубу «Вадуц» і національної збірної Молдови.

## Клубна кар'єра
Народився 1 серпня 1992 року в Кишиневі. Займався футболом в академії «Монако», утім у дорослому футболі дебютував, повернувшись на батьківщину, виступами за команду «Веріса», з яким уклав контракт 2011 року, однак стабільно грати почав з 2013.
2014 року пробував свої сили у бухарестському «Рапіді», проте наступного року повернувся на батьківщину, звідки після декількох ігор за  «Академію УТМ», знову попрямував до Румунії, цього разу до «Петролула», за який відіграв лише 5 матчів.
Протягом наступних двох років пограв за «Сперанцу» (Ніспорени), білоруський «Граніт» (Мікашевичі) та «Зімбру».
2017 року уклав контракт зі швейцарським «К'яссо», у складі якого дебютував роком пізніше, встигши до того пограти на Мальті за «Сліма Вондерерс».
Після доволі успішного сезону 2018/19 у «К'яссо» перейшов до лав іншого представника другого швейцарського дивізіону, ліхтенштейнського  «Вадуца».

## Виступи за збірні
Протягом 2012–2014 років залучався до складу молодіжної збірної Молдови. На молодіжному рівні зіграв у 15 офіційних матчах, забив 6 голів.
2015 року дебютував в офіційних матчах у складі національної збірної Молдови.